# Škrdlovice
Škrdlovice (deutsch Skrdlowitz, auch Skerdlowitz) ist eine Gemeinde in Tschechien. Sie liegt acht Kilometer nördlich von Žďár nad Sázavou und gehört zum Okres Žďár nad Sázavou.

## Geographie
Škrdlovice befindet sich im Südwesten der Saarer Berge in der Quellmulde des Škrdlovický potok. Westlich liegen die Teiche Velké Dářko und Nový rybník. Im Osten fließt die Sázava. Nördlich erheben sich die Kašovka (723 m n.m.) und Za Lištinou (720 m n.m.) und im Nordosten die Tisůvka (Tisuwka, 792 m n.m.). Anderthalb Kilometer nördlich des zu Böhmen gehörigen Ortes verläuft die historische Landesgrenze zu Mähren. Westlich führt die Staatsstraße I/37 zwischen Žďár nad Sázavou und Ždírec nad Doubravou in einer Umgehungsstraße an Škrdlovice vorbei.
Nachbarorte sind Nová Huť und Mariánská Huť im Norden, Cikháj im Nordosten, Fryšava pod Žákovou horou im Osten, Světnov im Südosten, Stržanov und Polnička im Süden, Nový Mlýn und Račín im Südwesten, Velké Dářko im Westen sowie Radostín und Karlov im Nordwesten.

## Geschichte
Der Ort am Libitzer Steig wurde wahrscheinlich im 13. Jahrhundert im Zuge der Kolonisation des böhmisch-mährischen Grenzgebietes besiedelt. Einer Legende zufolge soll der Ort von einem Köhler namens Skrl angelegt worden sein, nach dem er als Skrlovice benannt wurde. Wahrscheinlich ist, dass das Dorf nach 1293 durch das Zisterzienserkloster Saar gegründet wurde, nachdem Wenzel II. dem Kloster das Gebiet zugesprochen hatte. Erstmals urkundlich erwähnt wurde das Dorf im Jahre 1426 als Jan Woyna seiner Frau die Feste Muensperch mit den zugehörigen Dörfern Radostín und Škrdlová Lhota überschrieb. 1493 kaufte das Kloster die Herrschaft Vojnův Městec mit allen Dörfern und großen Waldgebieten zurück. Während des Dreißigjährigen Krieges fielen in den Jahren 1642–1647 die Schweden ein und plünderten das Kloster. Zugleich brannten sie die umliegenden Orte nieder, deren Bewohner in die Berge geflohen waren. Während des Österreichischen Erbfolgekrieges wurde Škrdlovice zwischen 1741 und 1742 nacheinander von österreichischen, polnischen, sächsischen, preußischen und französischen Truppen heimgesucht.
Im Jahre 1840 bestand Skrdlowitz bzw. Skrlowice aus 109  Häusern, in denen 814 tschechischsprachige Personen lebten. Unter herrschaftlichem Patronat stand die Schule. Außerdem gab es im Ort ein Wirtshaus und eine stillgelegte Glashütte.  Abseits, im Wald am Fuße der Tisůvka, lag ein einschichtiges Jägerhaus. Pfarrort war Wognomiestetz. Bis zur Mitte des 19. Jahrhunderts blieb Skrdlowitz dem Allodialgut Wognomiestetz untertänig.
Nach der Ablösung der Patrimonialherrschaften bildete Škrdlovice mit dem Ortsteil Liebinsdorf ab 1850 eine politische Gemeinde im Gerichtsbezirk Přibyslau. Ab 1868 gehörte das Dorf zum Bezirk Polna. 1873 wurde Liebinsdorf selbständig. 1884 erfolgte die Zuordnung der Gemeinde zum Bezirk Chotěboř. Im Jahre 1886 gründete sich die Freiwillige Feuerwehr. 1939 errichtete Emanuel Beránek eine Glasmanufaktur, in der Gläser mit Kaliumätzung veredelt wurden. 1948 wurde das Unternehmen enteignet. Seit 1949 gehört Škrdlovice zum Okres Žďár nad Sázavou. 1992 erhielt die Familie Beránek die Glasmanufaktur in Restitution zurück. Früher befand sich bei Škrdlovice eine beliebte Motorradrennstrecke.

## Gemeindegliederung
Für die Gemeinde Škrdlovice sind keine Ortsteile ausgewiesen. Zu Škrdlovice gehören die Wohnplätze Bída und Lán.

## Sehenswürdigkeiten
- Teich Velké Dářko mit einer Fläche von 206 ha, Erholungsgebiet
- mächtige Linde im Ortszentrum, der Baum mit einem Stammumfang von 6,5 m ist seit 1891 geschützt
- Kapelle des hl. Cyrill und Method, erbaut 1998, der Grundstein wurde von Papst Johannes Paul II. geweiht

## Söhne und Töchter der Gemeinde
- Bohuslav Leopold (1888–1956), Komponist und Violinist